# Dinastija Capet
Dinastija Capet, udomaćeno Kapetovići (fr. Les Capétiens), francuska kraljevska dinastija, jedna od najstarijih i najrazgranatijih europskih vladarskih obitelji. U izravnoj muškoj liniji vladali su od 987. do 1328. godine, a u različitim pobočnim muškim linijama, s prekidima, od 1328. do 1848. godine.
Od potomaka dinastije Capet, danas su na vlasti španjolski kralj Juan Carlos I. i luksemburški Veliki vojvoda Henri, obojica preko burbonskog ogranka dinastije.

## Etimologija
Nadimak Capet, koji se, prema nekim istraživačima, objašnjava rječju cappa (mantija), možda aludira na opatijsku funkciju koju su obnašali Hugo i njegov otac. Prvi spomen pojma capet pojavljuje se oko 1030. godine i nalazi se u Kronici Ademara od Chabannesa. Taj izraz je označavao pripadnike kraljevske obitelji od ranih godina 13. stoljeća.

## Povijest

### Podrijetlo
Obiteljski posjedi predaka dinastije Capet nalazili su se u franačkoj Neustriji, području između rijeka Siene i Loire. Prvi poznati član obitelji bio je Robert Hrabri (sredina 9. st.), moćan vazal i missus dominicus kralja Karla Ćelavog. Po njegovom imenu, rana dinastija poznata je pod imenom Robertijanci.
Tijekom borbi za vlast u Franačkom Carstvu, nakon smrti Karla Debelog 888. godine, velikaši su, jer je u tom trenutku jedini živi potomak dinastije Karolinga bio tek dijete, na saboru u Compiègneu okrunili za kralja Eudesa, grofa od Pariza, sin Roberta Hrabrog. Njegova se vlast prostirala samo na područje Siene i Loire. Akvitanija je bila praktički samostalno vojvodstvo, sjevernom Burgundijom kao posebnim kraljevstvom vladao je Rudolf I. iz dinastije Welfa, južnim burgundijskim kraljevstvom vladao je Luj od Provanse, praunuk cara Lotara I., dok je zapadno od Saone stajalo zasebno Burgundsko Vojvodstvo. Španjolska marka, Septimanija, Bretanja, Flandrija i Vermandois su također bile izuzete od vlasti franačkog kralja.
Godine 898. umro je kralj Eudes, a velikaši su za novoga kralja priznali Karla III. Bezazlenog iz dinastije Karolinga. Protiv njega je ustao Eudesov brat, suparnički francuski kralj Robert I. (922. – 923.), koji je poginuo u bitci kod Soissonsa. Kada je 923. godine zbačen s prijestolja kralj Karlo III. († 929.), a njegov sin Luj IV. Prekomorski izbjegao u Englesku, kraljevsku vlast prigrabio je Raoul, čija je vlast nakon šest godina borbe s brojnim velikašima, najzad priznat na području čitave države, osim sjedinjenog Burgundskog kraljevstva (Kraljevstvo Arelat).
Najistaknutija osoba toga vremena bio je Raoulov šurjak, Hugo Veliki, sin Roberta I. i nećak nekadašnjega kralja Eudesa. U želji za jačanjem svog utjecaja u državi, Hugo je pozvao Luja IV. iz Engleske i dao ga okruniti za kralja. Međutim, kralj se odmetnuo od svog pokrovitelja, ali je nakon sukoba ipak morao dati Hugu znatne koncesije. Godine 954. kralj je umro, a velikaška grupacija Huga Velikoga, suočena s prodorom Mađara, prihvatila je kraljevog sina Lotara III. (vladao 954. – 986.) za novog kralja. Kako je kralj bio maloljetan, njegovim skrbnikom i zaštitnikom postao je njegov ujak, kölnski nadbiskup Bruno, brat njemačkog kralja Otona I., koji je činio sve kako bi oslabio vlast francuskog kralja.
Godine 986. umro je Lotar III., a već sljedeće godine i njegov sin i nasljednik Luj V. Lijeni. Jedini od živućih Karolinga koji su mogli naslijediti prijestolje bio je Lujov stric Karlo, lotarinški vojvoda, no on je bio neprihvatljiv za francuske velikaše, jer je bio vazal njemačkog cara.

### Dolazak dinastije Capet na francusko prijestolje
Poslije smrti kralja Luja V. Lijenog, francuski su velikaši pristali uz Huga Capeta, sina Huga Velikoga i pranećaka kralja Eudesa, i on je 1. lipnja 987. godine na saboru u Noyonu proglašen kraljem. Tim događajem na francusko prijestolje došla je dinastija Capet čijim se osnivačem smatra Hugo Capet.
U trenutku dolaska na prijestolje, Hugo Capet († 996.) vladao je, osim nad kraljevskim feudom koji je obuhvaćao samo područje oko Pariza, još samo nad petnaestak većih feudalnih domena. Njegova vlast bila je zapravo tek simbolična, jer su veliki dijelovi Francuske bili izvan dosega kraljevske vlasti.
U periodu prvih Kapetovića, kraljevi su uvelike bili ovisni o blagonaklonosti najutjecajnijih svjetovnih i duhovnih velikaša, a sa sigurnošću su se mogli osloniti samo na svoju obiteljsku i kraljevsku domenu, koja se prostirala na malom podruzčju od Pariza do Orléansa i sjeveroistočno od Pariza.
Hugov sin i nasljednik, Robert II. Pobožni (996. – 1031.) nastavio je jačati utjecaj nad kraljevskom domenom, a uspio je 1002. godine svojim teritorijima pripojiti burgundsko vojvodstvo. Ipak, i sljedeći vladari bili su podređeni samovolji brojnih velikaša, što je slabilo kraljevsku vlast.

### Uspon i jačanje kraljevske vlasti
Svi vladari do Filipa I. (1060. – 1108.) vode prilično neambicioznu politiku i nastoje se održati na vlasti. Uspon kraljevske kuće Capet počeo je za vladavine Luja VI. Debelog (1108. – 1137.), koji je ratovao protiv njemačkog cara Henrika V. i engleskog kralja Henrika Plantageneta. Njegov nasljednik, Luj VII. Mlađi (1137. – 1180.) vodio je neuspjeli križarski rat, a nakon rastave od Eleonore Akvitanske, morao je engleskom kralju Henriku II. prepustiti Akvitaniju i druga područja u južnoj Francuskoj. Međutim, već je Filip II. August (1180. – 1223.) uspio preoteti velik dio tih posjeda, a nakon bitke kraj Bouvinesa (1214.) uspio je uvelike povećati svoje posjede.
Rat protiv Engleske završio je Luj IX. Sveti (1226. – 1270.) mirom u Parizu 1259. godine, koji je proširio i ojačao kraljevsku vlast u južnoj Francuskoj. Filip IV. Lijepi (1285. – 1314.) uspio je centralizirati državnu upravu, obuzdati feudalce i tako ojačati kraljevsku vlast.
Godine 1328. umro je Karlo IV. (1322. – 1328.), posljednji vladar iz izravne muške loze dinastije Capet, što je otvorilo pitanje nasljedstva prijestolja. Francusko plemstvo izabralo je za novog kralja Filipa VI. Valoisa (1328. – 1350.), potomka dinastije Capet po pobočnoj muškoj lozi. Međutim, engleski kralj Eduard III. (1327. – 1377.), sin Izabele, supruge Eduarda II. i kćerke francuskog kralja Filipa IV. Lijepog, polagao je, po majci, pravo na francusko prijestolje. Taj sukob doveo je do izbijanja Stogodišnjeg rata, koji je s prekidima trajao od 1337. do 1453. godine. U pozadini sukoba bili su bogati posjedi u Flandriji kojih se engleska kruna nastojala domoći.

### Uspon dinastije Bourbon
U prvim desetljećima 16. stoljeća dovršeno je ujedinjenje Francuske. Pod utjecajem reformacije, u Francuskoj je planuo vjerski rat između hugenota i katolika, koji je trajao od 1562. do 1598. godine. Rat je odnio mnogo života, a najveće krvoproliće dogodilo se tijekom Bartolomejske noći između 23. i 24. kolovoza 1572. godine, kada je u Parizu ubijeno oko 25.000 hugenota. Kao posljedica tih sukoba, izumrla je 1598. dinastija Valois, a na francusko prijestolje ustoličen je drugi pobočni ogranak dinastije Capet, dinastija Bourbon.
Prvi francuski vladar iz dinastije Bourbon, Henrik IV. (1598. – 1610.) izdao je Nantski edikt kojim je dao vjerske sobode svim francuskim građanima. Za vladavine njegova sina Luja XIII. (1610. – 1648.) započeo je francuski dvorski apsolutizam, koji je došao do vrhunca za vladavine Luja XIV. (1643. – 1715.).
Jedna od posljedica Francuske revolucije iz 1789. godine, bila je abdikacija kralja Luja XVI., njegovo smaknuće i proglašenje republike. Poslije pada Napoleona, 1814. Burbonci su zakratko vraćeni na vlast, a nakon drugog Napoleonovog poraza, dinastija Bourbon je restaurirana odlukama Bečkog kongresa iz 1815. godine. Nakon svrgavanja Karla X. (1824. – 1830.), naslijedio ga je Luj Filip, predstavnik dinastije Orléans, mlađe grane dinastije Bourbon. Novi kralj je lišen prijestolja za revolucije 1848. godine, kada je utemeljena Druga republika, a uskoro i Drugo Carstvo pod vodstvom cara Napoleona III.
Poslije poraza i abdikacije Napoleona III. 1870. godine, monarhija više nije obnovljena, već je naposljetku 1875. proglašena Treća republika.